# Lophotus guntheri
Lophotus guntheri is een straalvinnige vissensoort uit de familie van de lintvissen (Lophotidae). De wetenschappelijke naam van de soort is voor het eerst geldig gepubliceerd in 1883 door Johnston.